# Технолошки утопизам
Технолошки утопизам (који се често назива техно-утопизам) је свака идеологија заснована на премиси да би напредак науке и технологије могао и требало да донесе утопију, или бар да помогне у испуњавању неког утопијског идеала.
Стога је техно-утопија идеално друштво у којем закони, влада и социјални услови делују искључиво у корист и добробит свих својих грађана, постављени у блиској или даљој будућности, пошто ће напредна наука и технологија омогућити постојање ових идеалних животних стандарда; на пример, пост-оскудица, трансформације у људској природи, избегавање или спречавање патње, па чак и бесмртност.
Технолошки утопизам често је повезан са другим дискурсима који представљају технологију као агенса друштвених и културних промена, попут технолошког детерминизма или медијске маште.
Техно-утопија не занемарује ниједан проблем који технологија може да изазове  али чврсто верује да технологија омогућава човечанству да постигне социјални, економски, политички и културни напредак. Укратко, технолошки утопизам сматра технолошки утицај изузетно позитивним.
Крајем 20. и почетком 21. века појавило се неколико идеологија и покрета, као што су сајберделична контракултура, калифорнијска идеологија, трансхуманизам и сингуларитаризам који промовишу облик техно-утопије као циљ који је могуће достићи. Културни критичар Имре Семан тврди да је технолошки утопизам ирационалан социјални наратив јер нема доказа који га подржавају. Закључује да то показује у којој мери модерна друштва верују у нарације о напретку и технологији који превазилази ствари, упркос свим доказима који говоре супротно.

## Историја

### Од 19. до средине 20. века
Карл Маркс је веровао да су наука и демократија десна и лева рука онога што је назвао преласком из царства нужде у царство слободе. Тврдио је да је напредак науке помогао делегитимизацији владавине краљева и моћи хришћанске цркве.
Либерали, социјалисти и републиканци из 19. века често су прихватали техно-утопизам. Радикали попут Џозефа Пристлија бавили су се научним истраживањима док су заговарали демократију. Роберт Овен, Шарл Фурије и Анри де Сен Симон почетком 19. века надахнули су комуналисте својим визијама будуће научне и технолошке еволуције човечанства користећи разум. Радикали су се приклонили дарвинистичкој еволуцији да би потврдили идеју друштвеног напретка. Социјалистичка утопија Едварда Беламија у филму Поглед уназад, која је инспирисала стотине социјалистичких удружења крајем 19. века у Сједињеним Државама и националној политичкој странци, била је једнако технолошка као и Беламијева машта. За Беламија и Фабијанске социјалисте, социјализам је требало да настане као безболна последица индустријског развоја.
Маркс и Енгелс су увидели да је ипак дошло до бола и сукоба, али су се сложили око неизбежног краја. Марксисти су тврдили да је напредак технологије поставио темеље не само за стварање новог друштва са различитим имовинским односима, већ и за појаву нових људских бића која су поново повезана са природом и собом. На врху дневног реда за оснажене пролетере било је „повећати укупне производне снаге што је брже могуће“. Левица 19. и почетком 20. века, од социјалдемократа до комуниста, била је усредсређена на индустријализацију, економски развој и промоцију разума, науке и идеје напретка.
Неки технолошки утописти су промовисали еугенику. Сматрајући да у студијама породица, као што су студије о породицама Џукс и Каликак, наука доказала да су многи особине као што су склоност ка криминалу и алкохолизам наследни, многи су се залагали за стерилизацију оних који испољавају негативне особине. Програми присилне стерилизације спроведени су у неколико савезних држава Сједињених Држава.
Х. Џ. Велс је у делима попут Обриси будућности промовисао технолошки утопизам.
Ужаси 20. века, нарочито фашистичке и комунистичке диктатуре и светски ратови, навели су многе да напусте оптимизам. Холокауст је, како је подвукао Теодор Адорно, наизглед срушио идеал Кондорсеа и других мислилаца из доба просветитељства, који су научни напредак обично поистовећивали са друштвеним напретком.

### Крај 20. и почетак 21. века
Покрет техно-утопизма почео је поново да цвета у дот-ком култури деведесетих, нарочито на западној обали Сједињених Држава, пре свега у околини Силицијумске долине. Калифорнијска идеологија била је скуп веровања која комбинује боемске и антиауторитарне ставове контракултуре шездесетих година прошлог века са техно-утопизмом и подршком либертаријанској економској политици. О њој се говорило, извештавало, па чак је и активно промовисана на страницама часописа Wired, који је основан у Сан Франциску 1993. године и који је неколико година служио као „Библија“ његових присталица.
Овај облик техно-утопизма одражавао је уверење да технолошке промене револуционишу људске послове, а да ће посебно дигитална технологија, којој је интернет био само скромни претеча, повећати личну слободу ослобађањем појединца из строгог стиска велике бирократске владе. „Самоовлашћени радници знања“ учинили би традиционалне хијерархије сувишним; дигиталне комуникације би им омогућиле да побегну из модерног града, „застарелог остатка индустријског доба“.
Слични облици "дигиталне утопије" били су чести у политичким порукама странке и социјалних покрета који указују на Веб или шире на нове медије као веснике политичке и друштвене промене. Присталице дигиталне утопије тврде да су ови облици ''дигиталне утопије'' превазишли конвенционалне разлике „деснице/левице“ у политици чинећи политику застарелом. Међутим, техно-утопизам је несразмерно привлачио присталице са либертаријанског десног краја политичког спектра. Због тога су техно-утописти често непријатељски настројени према владиној регулативи и верују у супериорност система слободног тржишта. Међу истакнутим „пророчанствима“ техно-утопизма били су Џорџ Гилдер и Кевин Кели, уредник Wired-a који је такође објавио неколико књига.
Током дот-ком бума касних 1990-их, када је шпекулативни балон изнедрио тврдње да је стигла ера „трајног просперитета“, техно-утопизам је процветао, нарочито међу малим процентом становништва који је био запослен у интернет стартапима и/или поседовао велике количине залиха високе технологије. Са каснијим крахом, многи од ових дот-ком техно-утописта морали су обуздати нека своја уверења суочени са јасним повратком традиционалне економске стварности.
Крајем деведесетих година прошлог века, а посебно током прве деценије 21. века, техно-реализам и техно-прогресивизам су ставови који су се проширили међу заговорницима технолошких промена као алтернативе техно-утопизму. Међутим, технолошки утопизам и даље постоји у 21. веку као резултат новог технолошког развоја и њиховог утицаја на друштво. На пример, неколико техничких новинара и друштвених коментатора, попут Марка Пешија, протумачили су феномен Викиликса и цурење дипломатских докумената Сједињених Држава почетком децембра 2010. године као претечу или подстицај за стварање техно-утопијског транспарентног друштва. Сајбер-утопизам, који је први сковао Јевгениј Морозов, још једна је манифестација овог друштва, посебно у вези са интернетом и друштвеним мрежама.

## Принципи
Бернар Жaндрон, професор филозофије на Универзитету у Висконсину – Милвоки, дефинише четири принципа модерних технолошких утописта с краја 20. и почетка 21. века на следећи начин: 
1. Тренутно пролазимо кроз (постиндустријску) револуцију у технологији;
2. У постиндустријско доба, технолошки раст ће се (барем) одржати;
3. У постиндустријско доба, технолошки раст ће довести до краја економске оскудице;
4. Отклањање економске оскудице довешће до уклањања сваког већег друштвеног зла.

Рашкоф нам износи неколико тврдњи које окружују основне принципе технолошког утопизма: 
1. Технологија одражава и подстиче најбоље аспекте људске природе, негујући „комуникацију, сарадњу, размену, услужност и заједницу“.[18]
2. Технологија побољшава нашу међуљудску комуникацију, односе и заједнице. Рани корисници интернета делили су своје знање о интернету са другима око себе.
3. Технологија демократизује друштво. Ширење приступа знању и вештинама довело је до повезивања људи и информација. Ширење слободе изражавања створило је „онлајн свет ... у којем нам је дозвољено да износимо своја мишљења“.[19] Смањење неједнакости моћи и богатства значило је да сви имају једнак статус на интернету и да је свакоме дозвољено да ради оно што и други раде.
4. Технологија неминовно напредује. Интерактивност проистекла из изума даљинског управљача за ТВ, џојстика за видео игре, рачунарског миша и рачунарске тастатуре омогућила је много већи напредак.
5. Непредвиђени утицаји технологије су позитивни. Како је све више људи откривало интернет и користило повезаност са милионима људи, интернет је претворен у друштвену револуцију. Влада га је пустила у јавност, а његова „социјална нуспојава ... постала је његова главна карактеристика“.
6. Технологија повећава ефикасност и избор потрошача. Стварање даљинског управљача за телевизор, џојстика за видео игре и рачунарског миша ослободило је ове технологије и омогућило корисницима да њима манипулишу и управљају, пружајући им много више избора.
7. Нове технологије могу решити проблеме које стварају старе технологије. Друштвене мреже и блогови створени су неуспелим покушајем дот-ком предузећа да покрену пирамидалне преваре на корисницима.

## Критике
Критичари тврде да је техно-утопијско поистовећивање друштвеног напретка са научним напретком облик позитивизма и сцијентизма. Критичари модерног либертаријанског техно-утопизма истичу да је склон да се усредсреди на „мешање владе“, истовремено одбацујући позитивне ефекте регулације пословања. Такође истичу да оно нема пуно тога да каже о утицају технологије на животну средину и да његове идеје немају превише значаја за већи део остатка света који је и даље релативно прилично сиромашан (види глобални дигитални јаз).
У својој студији „Системски неуспех: нафта, будућност и антиципација катастрофе“ из 2010. године, канадски истраживач културних студија Имре Семан тврди да је технолошки утопизам један од друштвених наратива који спречава људе да делују на основу сазнања која имају о ефектима нафте на животну средину.
У контроверзном чланку „Техно-утописте je опљачкалa стварност“, Вoл Стрит Џурнал истражује концепт кршења слободе говора затварањем друштвених медија ради заустављања насиља. Као резултат узастопних пљачки британских градова, британски премијер Дејвид Камерон тврдио је да би влада требало да има могућност да искључи друштвене медије током великих криминалних активности, како би се оне могле сузбити. Анкета је спроведена како би се утврдило да ли би корисници Твитера радије дозволили да услуга буде привремено затворена или да буде отворена, како би могли да ћаскају о чувеној телевизијској емисији Икс-Фактор. Крајњи извештај показао је да се сваки Твитераш одлучио за Икс-Фактор. Негативни социјални ефекти технолошке утопије су у томе што је друштво толико зависно од технологије да се једноставно не можемо одвојити ни зарад већег добра. Иако би многи техно-утописти желели да верују да је дигитална технологија за опште добро, она се такође може користити на негативне начине како би нанела штету јавности.
Други критичари техно-утопије укључују бригу о човечанству. Критичари сугеришу да техно-утопија може смањити људски контакт, што доводи до удаљавања друштва. Друга брига је количина ослањања друштва на њихове технологије у овим поставкама техно-утопије. Ове критике се понекад називају технолошким антиутопијским ставом или техно-дистопијом.
И данас се могу уочити негативни друштвени ефекти технолошке утопије. Посредна комуникација попут телефонских позива, размене инстант порука и размене текстуалних порука кораци су ка утопијском свету у којем се лако може контактирати с другом особом без обзира на време или локацију. Међутим, посредна комуникација уклања многе аспекте који су корисни за пренос порука. Како ствари стоје данас, већина текстуалних, имејл и инстант порука нуди мање невербалних знакова о осећањима говорника него лични сусрети.  То чини да се посредна комуникација лако може погрешно протумачити и намеравана порука не пренесе правилно. Са одсуством тона, говора тела и контекста околине, шанса за неспоразум је много већа, што комуникацију чини неефикасном. У ствари, посредна технологија се може сагледати са дистопијског становишта, јер може бити штетна за ефикасну међуљудску комуникацију. Ове критике односиле би се само на поруке које су склоне погрешној интерпретацији, јер свака комуникација заснована на тексту не захтева контекстуалне знакове. Ограничења попут недостатка тона и говора тела у комуникацији заснованој на тексту вероватно ће се ублажити видео верзијама и верзијама проширене стварности дигиталних комуникационих технологија.